# 山本秀雄

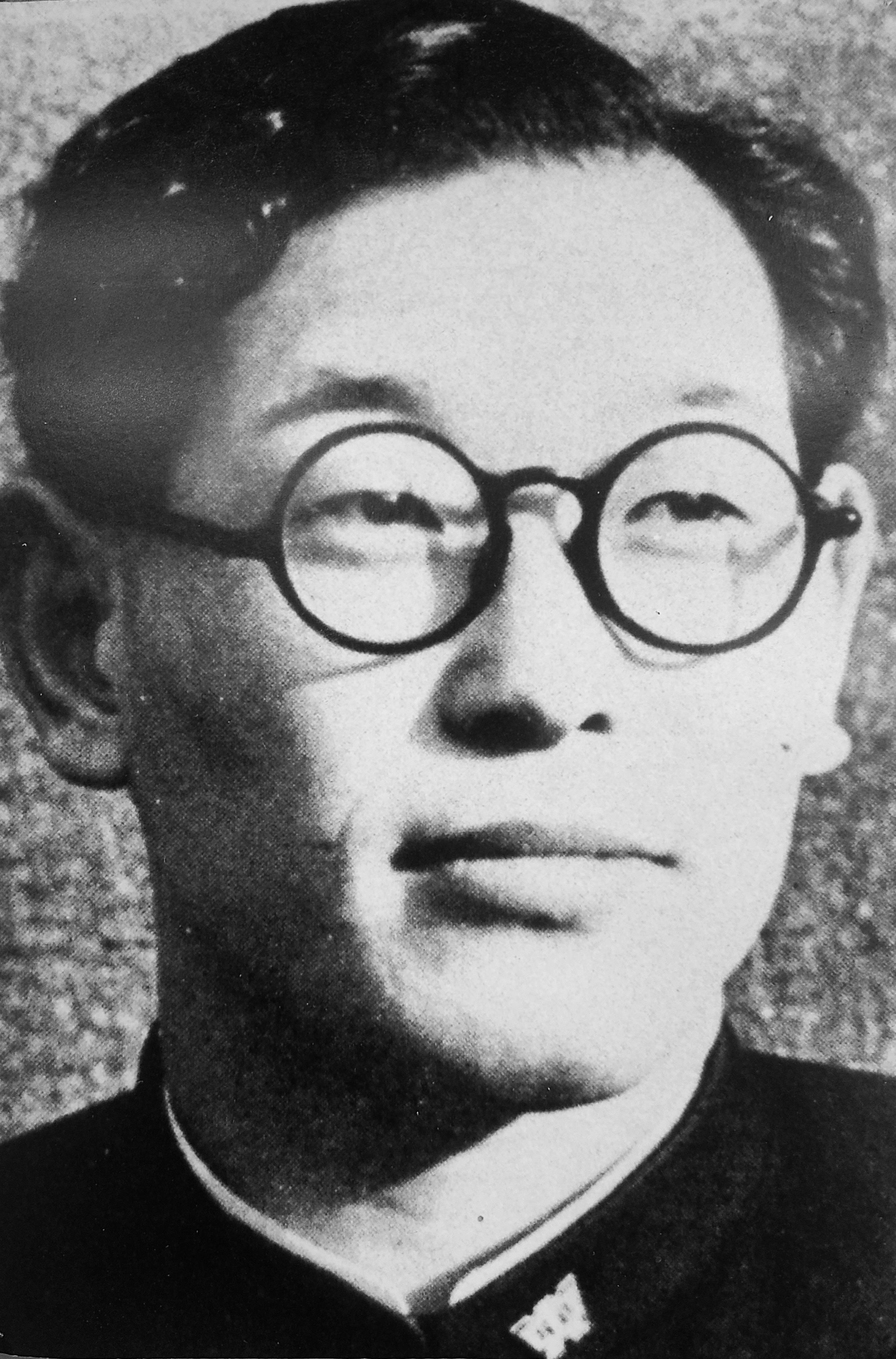
1930年代の山本秀雄

山本 秀雄（やまもと ひでお、1911年8月6日 - 1991年11月16日）は日本の柔道家（講道館9段）。

## 経歴
| 段位 | 年月日（年齢）        |
| ---- | --------------------- |
| 入門 | 1929年11月9日（18歳） |
| 初段 | 1931年1月11日（19歳） |
| 2段  | 1932年1月10日（20歳） |
| 3段  | 1932年11月1日（21歳） |
| 4段  | 1933年11月1日（22歳） |
| 5段  | 1935年1月13日（23歳） |
| 6段  | 1941年4月1日（29歳）  |
| 7段  | 1948年5月4日（36歳）  |
| 8段  | 1959年5月7日（47歳）  |
| 9段  | 1984年（73歳）        |

東京市品川の二本榎に生まれた。父が寺の住職をしていた関係で小学校と中学校時代は北海道の函館で過ごし、函館中学校（現・函館中部高校）を経て早大一高に進学、この頃から柔道で頭角を現し始めた。
膝を柔らかく保って両足の指先は左右に開かず真っ直ぐ平行に構え、小柄な体格と他人には真似のできないその独特の足運びから“小さな大選手”として名を馳せた。
1933年10月の第7回明治神宮大会柔道競技では準決勝戦で東京高等師範学校の加藤幸蔵5段を小内刈で降し、同門対決となった決勝戦では早大専門部の山口利雄5段の払釣込足に辛酸を舐めたものの準優勝という成績を残した。
高校を卒業後は早稲田大学政治経済学部に進学し、1935年秋の講道館紅白試合5段の部では当時日の出の勢いであった18歳の木村政彦と対戦すると、山本は組んで直ぐの出足払で技有を取って、更に立ち上がって体勢不十分の木村を得意の小内刈で一閃、木村の勝利を確信していた観衆を唸らせた。
木村は後に「公式戦で敗れたのは警視庁の大沢貫一郎と武専の阿部謙四郎だけ」と述べているが、このように実際には山本にも敗れており、山本はこの試合について「木村君に先を取られると十中十まで持っていかれるので、何が何でも先を取る事を心掛けた」と語っている。
更に山本は田口幸二5段、銀木銀三郎5段、水口茂5段、石川勝一郎5段を立て続きに降して6人目の菊地慶助5段の背負投に敗れはしたものの、この試合での活躍を以って山本の名声は一気に広まった。
1935年10月6日の第7回全満州・東京学連軍対抗大会では明治神宮大会で敗れた山口5段を鮮やかな小内刈で破って雪辱を果たし、次ぐ山岡5段とは引き分けて東京学連軍の勝利に貢献。翌36年5月2日の第8回大会では東京学連軍側の大将に抜擢され、満州方副将の加藤幸蔵5段を得意の小内刈に鎮め、大会史上初めての大将決戦となった伊勢治5段との試合では激しい攻防を繰り広げたが、捨身技から巧みに寝技に誘われて終に崩上四方固に抑えられ満州軍に勝利を譲った。
このほか学生時代の主だった戦績としては、1936年4月に福岡市春日原で開催された第1回全日本東西対抗大会に東軍選手として出場し、体格で遥に上回る京都武専の伊藤徳治5段を相手に好勝負を演じ引き分けている。
山本は身長163.6cm・体重71.2kgの小兵ながら、前述の足運びと他の追随を許さない見事な体捌きを以って奇才・阿部謙四郎と共に“東の山本、西の阿部”との名声高く、主に立ち技をよくして払腰、釣込足、送足払、大外巻込に長じたほか、小内刈が山本の代名詞と知られる中で本人は「私の得意技は小内刈ではなく大車だ」と語っていた。
早稲田大学を卒業後は1937年3月から日本特殊鋼に勤め、北海道で帝国陸軍に従軍していた1940年4月には北海道選手権大会で優勝、同年6月の紀元二千六百年奉祝天覧武道大会には府県選士として出場してリーグ予選を勝ち抜き、決勝トーナメント1回戦では三重の岡本義正4段を払腰で畳を背負わせたが、続く2回戦では京都武専学生で23歳の松本安市4段が得意とする大外刈に敗れて天覧の光栄には届かず。軍隊での稽古不足と5歳の年齢差は如何ともしがたかった。
また同年には北海道・東北対抗試合に主将として出場した記録が残っている。
戦後は1947年8月から1952年3月まで日本産業に勤め、1953年4月には母校・早稲田大学の体育局教員兼柔道部監督として後進の指導に当たった。このほか埼玉県警察師範や日本体育大学講師等も兼任し、後には東京学生連盟会長や全日本学生柔道連盟評議員といった要職も歴任して学生柔道の発展に貢献した。1968年にポルトガルで開催された世界学生大会の日本チーム団長として参加し、大会後には7カ国を巡回指導するなど柔道の海外普及にも汗を流している。
晩年は講道館にて審議員や監査班を務める傍るなど幅広く活躍し、1984年の講道館100周年で永年の功績から9段を允許。三船久蔵や徳三宝らを生涯の師と仰ぎ生涯を柔道振興に捧げた山本は、『柔道入門』や『少年少女の柔道』、『絵説柔道』等の著書も残して広く世に斯道を普及させる事に尽力した。
1991年10月に小谷澄之10段が没すると11月15日の講道館葬に参列し元気な姿を見せていた山本だったが、その翌16日午前9時11分に心不全のため急逝。80歳であった。
早稲田大学の後輩に当たる大沢慶己は山本の死に際し「先生は一見穏和に見えたが、スジの通らない事には梃子でも動かぬ信念の人だった」と、その人柄を述懐している。